# Rosa 'Fru Dagmar Hastrup'
'Dagmar Hastrup' (el nombre del obtentor registrado de 'Dagmar Hastrup 
'® ), es un cultivar de rosa que fue conseguido en Dinamarca en 1914 por el rosalista danés Poulsen.

## Descripción
'Frau Dagmar Hastrup' es una rosa moderna cultivar híbrido de Rosa rugosa.
El cultivar procede del cruce de parentales desconocidos.
Las formas arbustivas del cultivar tienen porte erguido y alcanza de 45 a 150 cm de alto, con 75 a 185 cm de ancho. Las hojas son de color verde oscuro y semibrillante. Tienen un atractivo color amarillo en otoño cuando se caen.
Sus delicadas flores de color rosa suave. Fragancia fuerte. La flor con forma amplia, sencilla de 4 a 8 pétalos. Floración en forma de copa. El escaramujo (cinorrodón) de color rojo y gran tamaño.
Florece en floración perpetua a lo largo de la temporada. Primavera o verano son las épocas de máxima floración.

## Origen
El cultivar fue conseguida en Dinamarca por el rosalista danés "Knud Julianus Hastrup", en 1914. 'Frau Dagmar Hastrup' es una rosa híbrida diploide con ascendentes parentales desconocidos.
El obtentor fue registrado bajo el nombre cultivar de 'Dagmar Hastrup'® por Poulsen en 1914 y se le dio el nombre comercial de exhibición 'Dagmar Hastrup'™.
También se le reconoce por los sinónimos de 'Frau Dagmar Hastrup', 'Frau Dagmar Hartopp', y 'Fru Dagmar Hartopp'.
La rosa fue conseguida por Poulsen en Dinamarca antes de 1914. 

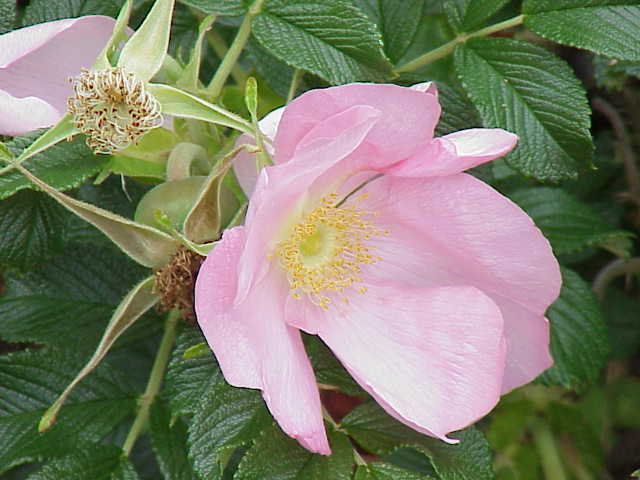
'Fru Dagmar Hastrup'
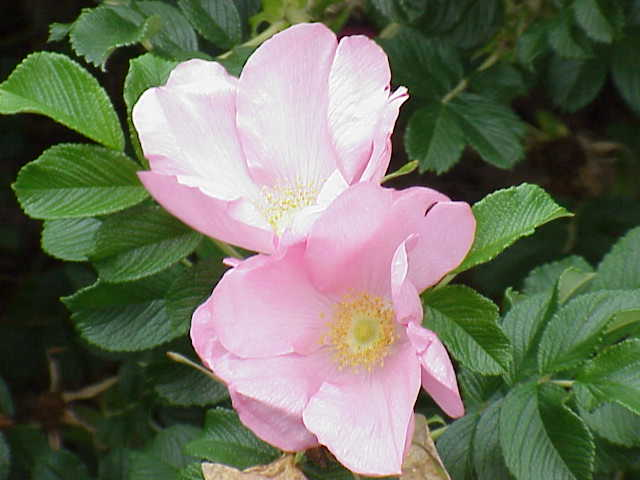
'Fru Dagmar Hastrup'

## Cultivo
Aunque las plantas están generalmente libres de enfermedades, es posible que sufran de punto negro en climas más húmedos o en situaciones donde la circulación de aire es limitada. Muy resistente a la sequía.
Las plantas toleran la sombra, a pesar de que se desarrollan mejor a pleno sol. En América del Norte son capaces de ser cultivadas en USDA Hardiness Zones 3b a 9b. La resistencia y la popularidad de la variedad han visto generalizado su uso en cultivos en todo el mundo.
Puede ser utilizado para las flores de jardín . Vigorosa. En la poda de Primavera es conveniente retirar las cañas viejas y madera muerta o enferma y recortar cañas que se cruzan. En climas más cálidos, recortar las cañas que quedan en alrededor de un tercio. En las zonas más frías, probablemente hay que podar un poco más que eso. Requiere protección contra la congelación de las heladas invernales.